# Savelli
Savelli is een gemeente in de Italiaanse provincie Crotone (regio Calabrië) en telt 1524 inwoners (31-12-2004). De oppervlakte bedraagt 48,6 km², de bevolkingsdichtheid is 33 inwoners per km².
In Savelli zijn er geen frazione.

## Demografie
Savelli telt ongeveer 664 huishoudens. Het aantal inwoners daalde in de periode 1991-2001 met 17,6% volgens cijfers uit de tienjaarlijkse volkstellingen van ISTAT.
| Jaar | Inwoneraantal |
| ---- | ------------- |
| 1991 | 1920          |
| 2001 | 1583          |

## Geografie
De gemeente ligt op ongeveer 1014 m boven zeeniveau.
Savelli grenst aan de volgende gemeenten: Bocchigliero (CS), Campana (CS), Castelsilano, San Giovanni in Fiore (CS), Verzino.
Belvedere di Spinello · Caccuri · Carfizzi · Casabona · Castelsilano · Cerenzia · Cirò · Cirò Marina · Cotronei · Crotone · Crucoli · Cutro · Isola di Capo Rizzuto · Melissa · Mesoraca · Pallagorio · Petilia Policastro · Rocca di Neto · Roccabernarda · San Mauro Marchesato · San Nicola dell'Alto · Santa Severina · Savelli · Scandale · Strongoli · Umbriatico · Verzino
1. ↑  https://demo.istat.it/?l=it.